# Raszputyin (film, 1996)
A Raszputyin (eredeti cím: Rasputin: Dark Servant of Destiny) egy 1996-ban bemutatott amerikai–magyar–orosz történelmi tévédráma Ulrich „Uli” Edel rendezésében, Alan Rickman, Greta Scacchi és Ian McKellen főszereplésével, Grigorij Raszputyin orosz misztikus-szerzetes kalandor életének utolsó éveiről, amikor csodatévő, gyógyító látnokként irányította a cári család életét. A történetet a gyermekkorú trónörökös, Alekszej Nyikolajevics cárevics  (Freddie Findlay) narrátorként meséli el. A film Raszputyin halálának 100. évfordulójára készült. Operatőre Ragályi Elemér, a stáb tagjai és a mellékszereplők között több magyar személy is található. A filmet és alkotóit több díjra jelölték, három Emmy-díjat és két Golden Globe-díjat meg is kapott.

## Cselekmény
A keretjáték 1991-ben, a Szovjetunió széthullása utáni évben kezdődik, amikor kutatók Jekatyerinburg közelében megtalálják az 1918-ban kivégzett II. Miklós cár és családja maradványait (Anasztazia nagyhercegnő és Alekszej cárevics kivételével). A történet narrációját a továbbiakban Alekszej cárevics hangján halljuk.
1883-ban egy nyugat-szibériai faluban a parasztok egy fiatal fiútól, Grigorij Raszputyintól azt kívánják, varázsoljon. A fiú azt állítja, látomása van, olvas az emberek gondolataiban és egyiküket lótolvajlással vádolja. Bár apja felpofozza fiát pimaszságáért, a többiek hitelt adnak szavának és összeverik lopással gyanúsított társukat. Húsz évvel később az országban csavargó Raszputyinnak ismét látomaása támad, Szűz Mária ösztönzésére papnak áll. Csodatévő szent ember hírébe kerül, még püspöke is hitelt ad látomásainak. Emberek igyekeznek hozzá, hogy áldását kérjék.
Közben Szentpéterváron Alekszej cárevics, a trónörökös súlyos állapotba kerül, örökletes és gyógyíthatatlan betegsége, a vérzékényeség kiújulása miatt. Magas lázzal, belső vérzések miatt feldagadt végtagokkal ágyba kényszerül, állapota életveszélyessé válik. A cár személyi orvosa, Dr. Botkin sem tud segíteni. Betegségét a cári udvar titokban tartja az orosz nép előtt. A német születésű Alekszandra cárnét bűntudat gyötri azért, mert a fia betegségét anyja révén örökölte. Végső kétségbeesésében Raszputyinért küldet.
A cári palotában Raszputyin a beteg lábának állapotáról érdeklődik, anélkül, hogy a betegség természetéről bárki tájékoztatta volna. Raszputyin megnyugtató szavakat intéz a gyerekhez, kézrátétellel nyugtatja feldagadt lábát, majd elsántikál, mintha a gyerek fájdalmait saját testébe átvette volna. A bizalmatlan cár kikérdezi a csodadoktort, aki azt válaszolja, hogy maga Szűz Mária küldte őt a beteg meggyógyítására. Másnapra a gyermek állapota enyhül, és úgy érzi, Raszputyin varázslattal gyógyította meg. Orvosa hiába erősködik, hogy az ő korábban elkezdett terápiája most hozott eredményt. A hálás cárné Raszputyinnak mond köszönetet. Raszputyin részegeskedik, szajhákhoz jár, kérkedik a cárné ismeretségével. Hatalma alá hajtja a cárnét, felerősíti az anya bűntudatát azzal, hogy a betegség okát a cárné gyenge hite és túl kevés imádsága okozza. A babonás Alexandra a cári palotába költözteti a csodatévő embert, saját szobáját ajánlva fel neki.
Raszputyin faragatlan viselkedése megütközést kelt a palotában. A féktelen természetű szerzetes igyekszik intim közelségbe kerülni a cár leányaihoz, Olgához, Tatyjanához, Marijához és Anasztáziához. Az apát rendkívül aggasztják a „szent ember” alkoholizmusáról, szoknyavadász életmódjáról, utcalányokkal folytatott kalandjairól szóló hírek. Ki akarja tenni a palotából. Raszputyin nyíltan megfenyegeti, hogy jelenléte nélkül a cárevics meghalhat. Egy ünnepség során a fiúnak elered az orra vére, és újra életveszélybe kerül. A cárné könyörgésére Miklós visszahívja Raszputyint, akit küldöncei egy kocsmából szednek fel, részeg álmában. A „sztarec” ismét megmenti a cárevics életét. Dr. Botkin hiába mutat rá, hogy Raszputyin hipnózissal lenyugtatja a fiút, csökkenteni a vérnyomását, így állítva el vérzését. Most már a cár sem  hallgat rá, családjának sorsát teljesen a „szent ember” kezébe helyezi.
Dr. Botkin jelenti Sztolipin miniszterelnöknek, hogy Raszputyin gátlástalanul kihasználja a cárné sebezhetőségét. Sztolipin elrendeli Raszputyin megfigyelését. Egy Marisza hercegnő nevű nő látogatja meg Raszputyint, áldását kérve. Sztolipin kémjei figyelik a találkozót. A „szent ember” szexre kényszeríti a nőt, mondván, a feloldozás előfeltétele a közös bűn elkövetése.
Sztolipin a cár elé tárja Raszputyin kicsapongó életének bizonyítékait. Röplapokat mutat neki, melyek cárnét és a palotában élő szerzetest szeretőkként ábrázolják. A miniszterelnök kéri Miklóst, küldje el Raszputyint, mert jelenléte kárt okoz a cári családnak. Közben Raszputyin részegen nyilvános botrányt okoz, bemocskolva a cárné becsületét. A cár felelősségre vonja és kitiltja Szentpétervárról. Raszputyin fenyegetőzni kezd, hogy egész Oroszország elpusztul, ha ő nem védi meg. Sztolipinnak közelgő erőszakos halált jósol. Egy hónappal később Miklós cár azzal szembesül, hogy küszöbön áll a háború saját unokafivére, Vilmos császár ellen, és Sztolipint egy merénylő valóban meggyilkolja.
Alekszej cárevics szenved a tudattól, hogy apja és anyja szülőhazája között pusztító háború folyik. Istenhez imádkozik, hogy szülei hívják vissza „Grigorij atyát”. Ismét vérezni kezd, a rémült cárné felhívja Raszputyint, aki telefonon át, puszta hangjával előidézi a javulást. A cár és cárné megbocsát Raszputyinnak, aki visszaköltözik a palotába. A paraszt származású szerzetes józan ösztönnel óvni próbálja a cárt a háborús részvételtől, de hiába. A csapatait irányító cár a frontról írt leveleiben feleségétől kér hadvezetési tanácsokat, a cárné Raszputyin ötleteit írja meg neki. A háborús veszteségek miatt az orosz nép lázong, minden bajért és nélkülözésért a „német” cárnét és az őt bábként irányító eszelős szerzetest teszi felelőssé. Raszputyin „látomásai” elmaradnak, Alekszandra cárné, a püspök és paptársai is elfordulnak tőle.
Az arisztokraták és a politikusok is Raszputyinban látják minden baj okozóját. Feliksz Juszupov herceg, a cár rokona, kiterveli meggyilkolását. 1916 decemberében meghívja palotájába. A mindig részeg Raszputyin ciánnal mérgezett süteményt és nagy mennyiségű, mérgezett bort iszik, de nem hat rá. Több pisztolylövéssel végül megölik. Holttestét egy hídról a jeges Kis-Néva folyóba vetik. A hullát megtalálják, a gyászoló cári család szűk körben eltemeti. A cárné kap egy neki címzett levelet, melyben Raszputyin előre megjósolja saját halálát, továbbá két éven belül az Orosz Birodalom pusztulását és a teljes cári család kiirtását is. Így is történik, 1917-ben kitör a forradalom, a cárt lemondatják, őrizetbe veszik, és családjával együtt 1918. július 17-én Jekatyerinburgban kivégzik.

## Szereposztás
| Szerep                                        | Színész              | Magyar hangja (1. szinkron, 1997) |
| --------------------------------------------- | -------------------- | --------------------------------- |
| Grigorij Raszputyin                           | Alan Rickman         | Szakácsi Sándor                   |
| Alekszandra Fjodorovna cárné                  | Greta Scacchi        | Menszátor Magdolna                |
| II. Miklós cár                                | Ian McKellen         | Barbinek Péter                    |
| Dr. Eugene Botkin, a cár orvosa               | David Warner         | Breyer László                     |
| Pjotr Sztolipin miniszterelnök                | John Wood            | Szokolay Ottó                     |
| Feliksz Juszupov herceg                       | James Frain          | Breyer Zoltán                     |
| Alekszej Nyikolajevics nagyherceg, trónörökös | Freddie Findlay      | Előd Álmos                        |
| Olga Nyikolajevna nagyhercegnő                | Jelena Malasevszkaja | N/A                               |
| Tatyjana Nyikolajevna nagyhercegnő            | Natasa Resetnyikova  | N/A                               |
| Marija Nyikolajevna nagyhercegnő              | Ivony Zsófia         | (saját hangján)                   |
| Anasztázia Nyikolajevna nagyhercegnő          | Kovács Patrícia      | (saját hangján)                   |
| Vlagyimir Puriskevics képviselő               | Ian Hogg             | Cs. Németh Lajos                  |
| Marisza hercegnő                              | Sheila Ruskin        | Virághalmy Judit                  |
| Hermogen, Szaratov és Caricin püspöke         | Peter Jeffrey        | Várkonyi András                   |
| Dr. Lazovert                                  | Julian Curry         | Rudas István                      |
| Jegorov                                       | Hunyadkürti István   | (saját hangján)                   |
| Jakov Jurovszkij csekista                     | Koncz Gábor          | (saját hangján)                   |
| Nyikolaj Ruzszkij tábornok                    | Sinkó László         | (saját hangján)                   |
| Raszputyin fiatalon                           | Tóth Tamás           | Molnár Levente                    |

## További információ
- Raszputyin a PORT.hu-n (magyarul)
- Raszputyin az Internetes Szinkronadatbázisban (magyarul)
- Raszputyin az Internet Movie Database-ben (angolul)
- Raszputyin a Rotten Tomatoeson (angolul)
- Raszputyin a Box Office Mojón (angolul)
- Rasputin  (1996) (francia nyelven). AlloCiné.fr
- Rasputin (1996) (német nyelven). Filmdienst.de
- Rasputin (1996). British Film Institute (BFI.org.uk). (Hozzáférés: 2023. szeptember 10.)